# كيفن نيكول
كيفن نيكول (بالإنجليزية: Kevin Nicol)‏ (19 يناير 1982 بكيركالدي في المملكة المتحدة - ) هو لاعب كرة قدم إسكتلندي في مركز الوسط. لعب مع ريث روفرز ونادي سترومسغودست ونادي ميوندالن ونادي هاوغسوند ونادي هيبرنيان وفريغ أوسلو ‏ وMoss FK ‏ وAsker Fotball ‏ ونادي بيترهيد ‏.

## وصلات خارجية
- كيفن نيكول على موقع قاعدة بيانات كرة القدم.إي يو (الإنجليزية)
- كيفن نيكول على موقع Soccerbase.com (لاعب) (الإنجليزية)
- كيفن نيكول على موقع عالم كرة القدم.نت (الإنجليزية)